# Vịnh Pagasai
Vịnh Pagasai (tiếng Hy Lạp: Παγασητικός κόλπος, Pagasitikós kólpos) là một vịnh tròn của Địa Trung Hải, ở quận Magnesia, miền trung đông Hy Lạp. Vịnh này do bán đảo Núi Pelion tạo ra, có độ sâu 102 mét, và nối với vịnh Euboea. Lối ra vịnh Euboea dài khoảng 4 km và hẹp. Tên vịnh này gọi theo tên thành phố cổ Pagasae.

## Các thành phố & thị trấn
Theo chiều kim đồng hồ:
- Amaliapolis (tây)
- Alos (tây)
- Almyros (tây)
- N.Anghialos (tây bắc)
- Pagasae (tây bắc)
- Demetrias (tây bắc)
- Iolkos (tây bắc)
- Volos (bắc, cảng chính)
- Agria (đông bắc)
- Neochori (đông)
- Argalasti (đông)
- Milina (đông nam)
- Trikeri (nam)